# 佐々木武海
佐々木 武海（ささき たけみ、1996年5月7日 - ）は、南日本放送のアナウンサー。埼玉県所沢市出身。

## 略歴
城西大学附属城西中学校・高等学校を経て、明治大学国際日本学部を卒業。
2020年、南日本放送に入社。同期に小園秀汰がいる。

## 人物
中学時代はソフトテニス部に所属しクラス委員長や合唱祭の指揮も務めた。頭角を現したのは中学2年に自ら立候補した体育祭の実況放送だった。佐々木の実況は生徒だけではなく教師や保護者にも反響があったという。これが人生のターニングポイントとなった。ちなみに同校の体育祭は東京体育館で行われた。
中学3年の時に副担任で元秋田朝日放送アナウンサーの高橋嵩が赴任し放送部の顧問に就任した。高橋の呼びかけで放送部に入部したが高校時代はバドミントン部やギター部にも所属。高校2年には念願の生徒会長にも選ばれた。
高校2年の時に放送部の友人が大会で入賞したことをきっかけに、ほぼ幽霊部員だった佐々木は顧問の高橋に練習を志願し、佐々木は快く引き受けた。その後、部室に通い土日も返上して練習に打ち込んだ。その甲斐があって高校3年にはNHK杯全国高校放送コンテストで東京都大会で4位に入り、同校の友人とともに全国大会に進んだ。
大学では英語と政治経済を学びたいことから志望校の明治大学を受験し、現役で合格した。入学後大学のアナウンス研究会に入会してアナウンサー志望はますます強くなった。しかし最初の就職活動ではやみくもに放送局を受けたが振るわなかった。そこで大学を休学して再度アナウンサーを目指すことになった。その際、恩師の高橋のアドバイスも受け放送局の内定を得るまでになった。そのひとつが南日本放送である。
2021年夏に体調を一時崩したが秋には回復しその直後、2023年9月まで同局のラジオ番組『モーニングスマイル』の水曜日から金曜日までを担当していた。

## パーソナルデータ
- 血液型: AB型。
- ニックネーム: 「たけちゃん・たけみちゃん」。
- 趣味: 音楽鑑賞・スポーツ観戦（特にラグビー）・自転車旅行（埼玉から京都まで走破したことも）。
- 特技: ギター・福山雅治の物まね・外郎売り暗唱。
- 好きな色: 紫紺色・藍色。
- 大好きなコト・モノ: ライブやコンサート・スイーツ・生き物（犬猫・昆虫・熱帯魚）と触れ合うこと。
- いま関心・興味のあること: 奄美三線・鹿児島の各地の祭り・離島の生態系
- お休みの過ごし方: ギター練習・街中散歩・美味しい酒巡り
- 私のモットー: 「一日一生」、「精神一致何事かな成るざらん」
- アナウンサーになっていなかったら: バンドマン・水族館のお兄さん
- 鹿児島の好きなところ: 故郷に誇りと愛情を持っているところ・てげてげなところ
- 尊敬する人: 他人を信じてあげる人・坂本龍馬・ジョン・レノン・家族

## 出演

### 出演中

#### テレビ
- MBCニュース

#### ラジオ
- モーニングスマイル（月曜 - 金曜 6:30 - 9:40）※月曜 - 火曜担当、3代目男性MC。9月30日より復帰。
- MBC50ニュース

### 過去の出演

#### テレビ
- てゲてゲーミング（木曜 24:45 - 25:05)
- かごしま4（2021年4月1日 - 同年10月1日、キャスター）

#### ラジオ
- いちき串木野ホット情報（土曜 10:40 - 10:45）
- MBCミュージックグラフティ（火曜 5:00 - 5:10、日曜 6:35 - 6:45）